# Trofeo Dossena 2009
Il Trofeo Angelo Dossena 2009 è stata la 33ª edizione della manifestazione giovanile dedicata ad Angelo Dossena, svoltasi tra il 12 e il 19 giugno 2008.

## Partecipanti
All'edizione del 2009 hanno preso parte, oltre ai campioni uscenti del Grêmio, l'Atalanta, la Sampdoria, la Nazionale Lega Pro, il Genoa, il Pergocrema, il Milan e il New York Magic Team, selezione di giovani promesse provenienti dagli USA.

## Fase a gironi

### Girone A
| Team       | Pt. | G | V | N | P | GF | GS |
| ---------- | --- | - | - | - | - | -- | -- |
| Genoa      | 7   | 3 | 2 | 1 | 0 | 9  | 2  |
| Milan      | 6   | 3 | 2 | 0 | 1 | 8  | 4  |
| Gremio     | 4   | 3 | 1 | 1 | 1 | 15 | 7  |
| Pergocrema | 0   | 3 | 0 | 0 | 3 | 2  | 21 |

| 12 giugno ore 21, Crema (CR), stadio "Voltini" | Pergocrema | 0 - 4 | Milan |

| 12 giugno ore 21, Quinzano d'Oglio (BS), stadio comunale | Gremio | 2 - 2 | Genoa |

| 13 giugno ore 21, Spino d'Adda (CR), stadio comunale | Genoa | 4 - 1 | Pergocrema |

| 13 giugno ore 21, Mezzago (MI), stadio comunale | Milan | 4 - 0 | Gremio |

| 14 giugno ore 17:30, Fornovo S. G. (BG), stadio comunale | Pergocrema | 1 - 13 | Gremio |

| 14 giugno ore 17:30, Castelleone (CR), stadio comunale | Genoa | 2 - 1 | Milan |

### Girone B
| Team               | Pt. | G | V | N | P | GF | GS |
| ------------------ | --- | - | - | - | - | -- | -- |
| Nazionale Lega Pro | 5   | 3 | 1 | 2 | 0 | 3  | 2  |
| NY Magic           | 4   | 3 | 1 | 1 | 1 | 3  | 3  |
| Sampdoria          | 4   | 3 | 1 | 1 | 1 | 3  | 3  |
| Atalanta           | 3   | 3 | 1 | 0 | 2 | 1  | 2  |

| 12 giugno ore 21, Martinengo (BG), stadio comunale | Nazionale Lega Pro | 1 - 1 | NY Magic |

| 12 giugno ore 21, Vignate (MI), stadio comunale | Atalanta | 0 - 1 | Sampdoria |

| 13 giugno ore 17:30, Mozzanica (BG), Centro Sport. Com. | NY Magic | 0 - 1 | Atalanta |

| 13 giugno ore 21, Castelcovati (BS), Centro Sport. Com. | Sampdoria | 1 - 1 | Nazionale Lega Pro |

| 14 giugno ore 21, Soncino (CR), Centro Sportivo Comunale | Nazionale Lega Pro | 1 - 0 | Atalanta |

| 14 giugno ore 21, Sergnano (CR), stadio comunale | Sampdoria | 1 - 2 | NY Magic |

## Fase eliminatoria

### Semifinali
| 16 giugno 2009, Crema (CR), stadio "Voltini", ore 21 | Genoa          | 1 – 2 | NY Magic                | Arbitro: Ostinelli (Como) |
| 16 giugno 2009, Crema (CR), stadio "Voltini", ore 21 | 6' El Shaarawy |       | 40' Kluge 38' s.t. Chin | Arbitro: Ostinelli (Como) |

| 17 giugno 2009, Crema (CR), stadio "Voltini", ore 21 | Nazionale Lega Pro | 1 – 0    | Milan | Arbitro: Barbeno (Brescia) |
| 17 giugno 2009, Crema (CR), stadio "Voltini", ore 21 | 10' s.t.s. Danti   | (d.t.s.) |       | Arbitro: Barbeno (Brescia) |

### Finale
| 19 giugno 2009, Crema (CR), stadio "Voltini", ore 21 | NY Magic | 0 – 4                                                  | Nazionale Lega Pro | Arbitro: Gervasoni (Mantova) |
| 19 giugno 2009, Crema (CR), stadio "Voltini", ore 21 |          | 10' Bariti 12' Scappini 20' s.t. Titone 33' s.t. Negro |                    | Arbitro: Gervasoni (Mantova) |
| 19 giugno 2009, Crema (CR), stadio "Voltini", ore 21 |          |                                                        |                    | Arbitro: Gervasoni (Mantova) |

## Vincitore
| Vincitore Trofeo Dossena 2009 |
| ----------------------------- |
| Nazionale Lega Pro            |